# Isopterygium subassimile
Isopterygium subassimile là một loài Rêu trong họ Hypnaceae. Loài này được Broth. ex Iisiba mô tả khoa học đầu tiên năm 1929.